# Frank Skinner
Frank Chester Skinner (Meredosia, Illinois, 31 december 1897 – Hollywood, Californië, 8 oktober 1968) was een Amerikaans componist die vooral bekend werd om zijn enorme productie van filmmuziek.

## Levensloop
Skinner studeerde muziek aan het Chicago Musical College - nu: Chicago College of Performing Arts aan de Roosevelt-universiteit in Chicago - en werkte aan het begin van zijn carrière als arrangeur van dansorkesten en Vaudeville-Shows. In 1925 kwam hij naar New York, waar hij voor de muziekuitgave Robbins tot 1935 meer dan 2000 Pop-songs arrangeerde. In 1936 vertrok hij naar Hollywood, waar hij in de muziekafdeling van Metro-Goldwyn-Mayer (MGM) werkte en later voor de Universal Studios.
In meer dan 30 jaren werk voor de filmindustrie schreef hij muziek voor meer dan 200 films. Hij is vijf keer genomineerd voor een Oscar, maar heeft er nooit een ontvangen. Skinner behoorde tot de excellente vakmannen onder de filmcomponisten.

## Composities

### Werken voor harmonieorkest
- 1950 Tap Roots
- 1951 Shawl Dance

### Filmmuziek (selectie)
- 1936 Three Smart Girls
- 1937 When Love Is Young
- 1938 The Rage of Paris
- 1938 Exposed
- 1938 Secrets of a Nurse
- 1939 Destry Rides Again
- 1939 Son of Frankenstein
- 1940 Black Friday
- 1940 Framed
- 1940 The Invisible Man Returns
- 1940 My Little Chickadee
- 1940 Seven Sinners
- 1941 Back Street
- 1941 The Flame of New Orleans
- 1941 The Wolf Man
- 1941 Hellzapoppin'
- 1942 Broadway
- 1942 Saboteur
- 1942 Ride 'Em Cowboy
- 1942 Arabian Nights
- 1942 Sherlock Holmes and the Voice of Terror

- 1943 Sherlock Holmes in Washington
- 1943 Sherlock Holmes and the Secret Weapon
- 1943 Sherlock Holmes Faces Death
- 1944 Destiny
- 1946 Black Angel
- 1947 Smash-Up: The Story of a Woman
- 1948 Black Bart
- 1948 Abbott and Costello Meet Frankenstein
- 1948 The Naked City
- 1949 Ma and Pa Kettle
- 1949 Tulsa
- 1950 Francis
- 1950 Harvey
- 1950 Peggy
- 1951 A Place in the Sun
- 1951 The Raging Tide
- 1952 Bend of the River
- 1952 Because of You
- 1953 All I Desire
- 1953 Forbidden
- 1953 Ma and Pa Kettle on Vacation

- 1954 Magnificent Obsession
- 1954 Playgirl
- 1954 Sign of the Pagan
- 1954 The Far Country
- 1955 All That Heaven Allows
- 1956 Never Say Goodbye
- 1956 Star in the Dust
- 1956 Written on the Wind
- 1957 Battle Hymn
- 1957 Gun for a Coward
- 1957 Istanbul
- 1957 Man of a Thousand Faces
- 1957 My Man Godfrey
- 1957 Snezhnaya koroleva
- 1958 The Tarnished Angels
- 1959 Imitation of Life
- 1960 Portrait in Black
- 1961 Back Street
- 1963 Captain Newman
- 1965 Shenandoah
- 1966 Madame X

- Biblioteca Nacional de España: XX1109037
- Bibliothèque nationale de France: cb139499238 (data)
- Gemeinsame Normdatei: 142385468
- International Standard Name Identifier: 0000 0000 8099 1836
- Library of Congress Control Number: no90020685
- MusicBrainz: f2e6232d-8e48-4c2c-a19d-b714436dbecb
- Nationale Bibliotheek van Tsjechië: xx0155978
- Nationale Bibliotheek van Israël: 987007350582905171
- Nationale Bibliotheek van Polen: a0000003180340
- Nederlandse Thesaurus van Auteursnamen: 099647516
- Système universitaire de documentation: 139897941
- Trove: 1529409
- Virtual International Authority File: 19871868
- WorldCat: E39PBJr7RgX6mk8hJhyxYCVBfq